# Con ngựa thành Troia

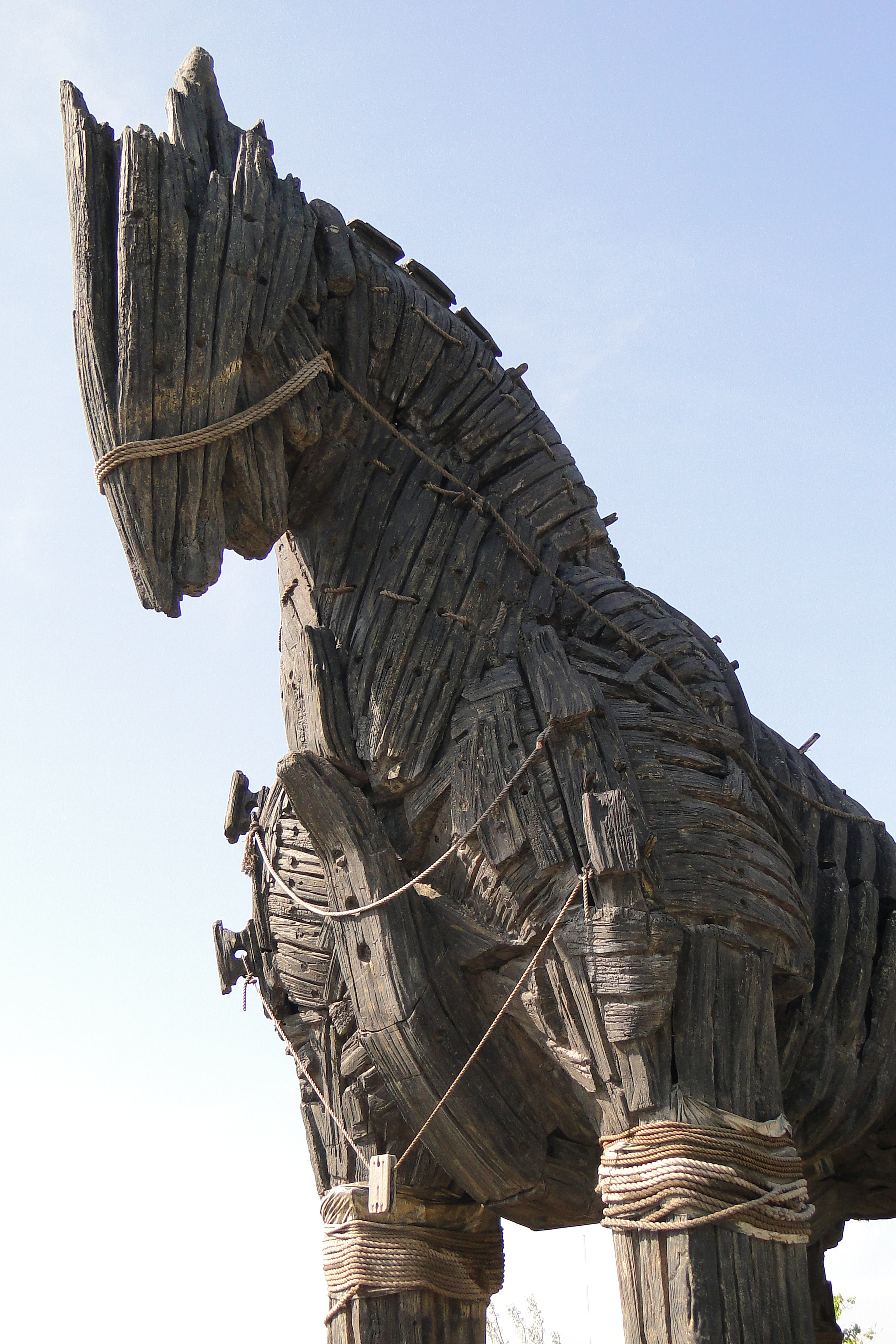
Con ngựa thành Troia xuất hiện trong phim năm 2004, hiện đang được triển lãm tại Çanakkale, Thổ Nhĩ Kỳ.

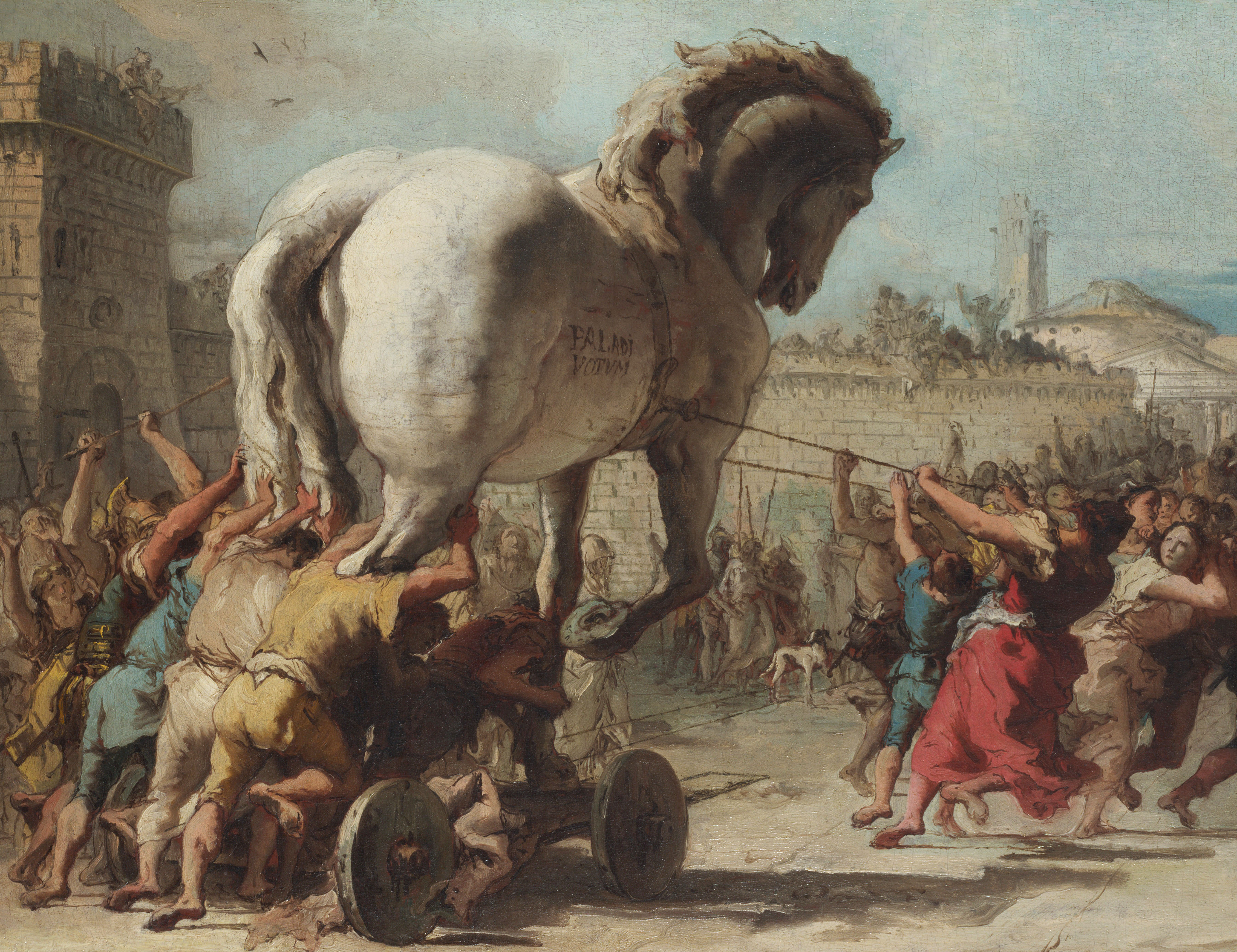
Tranh Đám rước con ngựa thành Troia ở Troia, họa sĩ Giovanni Domenico Tiepolo

Con ngựa thành Troia, còn được nhắc đến là ngựa Tơ-roa hay ngựa thành Tơ-roa trong một số tài liệu, là một điển tích văn học nổi tiếng, có nguồn gốc từ thần thoại Hy Lạp.

## Điển tích
Con ngựa thành Troia là con ngựa gỗ mà quân Hy Lạp đã sử dụng để chiến thắng quân Troia trong cuộc chiến thành Troia. Sau 10 năm chiến đấu ở thành Troia, quân Hy Lạp không thể chiến thắng quân Troia bằng sức mạnh quân đội nên đã buộc phải làm theo kế của Odyssey là dỡ tàu ra và lấy gỗ để làm thành một con ngựa, sau đó giả vờ rút khỏi và chỉ để lại một người. Người này có nhiệm vụ đánh lừa quân Troia, khiến họ tưởng rằng ngựa gỗ là món quà của quân Hy Lạp đền bù cho bức tượng Athena đã bị phá hủy. Thực chất trong con ngựa chứa đầy lính. Khi quân Troia no say sau bữa tiệc chiến thắng, quân Hy Lạp trong bụng ngựa đã xông ra đánh và mở cổng thành cho quân bên ngoài vào. Nhờ có ngựa gỗ mà quân Hy Lạp đã chiến thắng và hoàn toàn đánh bại quân địch.

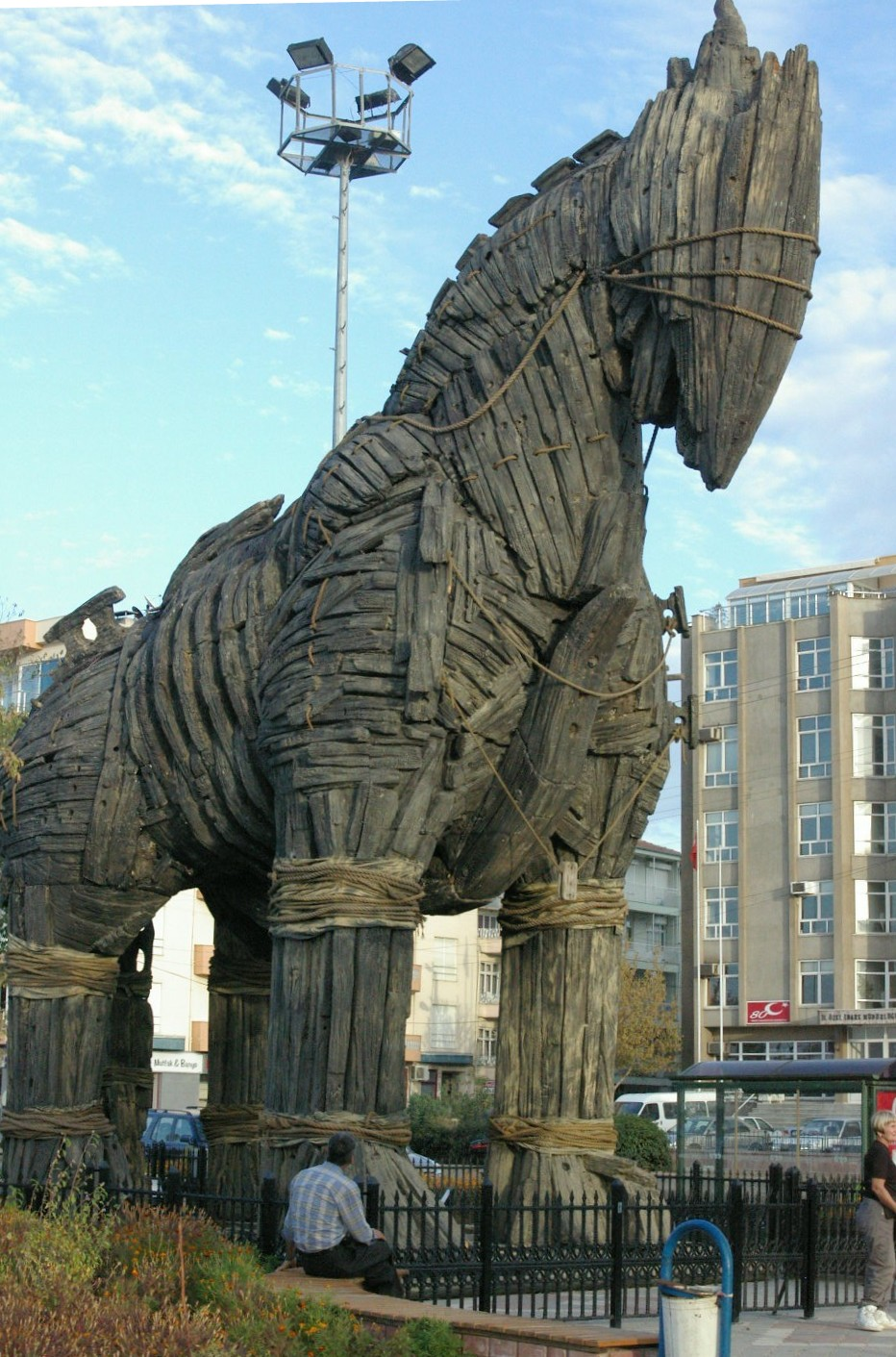
Con ngựa gỗ trong phim Troia (2004), được trưng bày ở Çanakkale.

## Phần mềm ác tính
Trojan Horse (tiếng Anh của "Ngựa Troia") sau này được đặt tên cho một loại phần mềm ác ý có chức năng hủy hoại tương tự virus máy tính hoặc chứa đựng các phần mềm gián điệp nhằm cho phép máy tính bị điều khiển từ xa qua hệ thống mạng.